# Lisa Gerrard
Lisa Germaine Gerrard (Melbourne, 12 april 1961) is een Australische zangeres en componiste die internationale faam behaalde met de groep Dead Can Dance waarvan zij met Brendan Perry de kern vormde. Gerrard ontving de Golden Globe Award voor haar bijdrage aan de soundtrack van de film Gladiator in 2000. Gerrard werkte ook mee aan de soundtrack van Man on Fire. Ze is bekend om haar diepe contra-alt-zangstem en haar teksten in een zelfbedachte taal.

## Achtergrond
Gerrard werd geboren in Melbourne en groeide op in de multi-etnische voorstad Prahran. Haar ouders waren van Ierse komaf. De contacten met diverse culturen (Griekse, Turkse, Italiaanse en Arabische) hadden een grote invloed op haar muziek.

## Carrière

### Postpunkscene Melbourne
In de experimentele postpunkscene in Melbourne begon Gerrard voor het eerst in bands te zingen in de periode 1978 tot 1981. Ze was de zangeres van de band Microfilm die in 1980 een single uitbracht, Centrefold. Ook speelde ze in de band Junk Logic.

### Dead Can Dance
Dead Can Dance is een band die bestaat uit Gerrard en Brendan Perry. Deze band werd opgericht in 1981 in Melbourne en was oorspronkelijk gevestigd in Australië. In 1998 ging de band uit elkaar, maar in 2005 maakten ze samen nog een wereldtournee, de Dead Can Dance Reunion Tour. In 2012 verscheen het album Anastasis.

### Solocarrière
Gerrards eerste ervaring met het maken van filmmuziek deed ze op in 1989 met de Spaanse film El Niño de la Luna, waarin Gerrard tevens als actrice debuteerde. De muziek voor deze film werd gemaakt door Dead Can Dance. In de film werd het levensverhaal getoond van David, een weeskind met speciale krachten, die samen met Georgina, gespeeld door Gerrard, probeert te ontsnappen uit het weeshuis.
In 1995 bracht Gerrard haar eerste soloalbum uit, The Mirror Pool. Hierna bleef ze samenwerken met Dead Can Dance, wat dit leidde tot het op de markt brengen van Spiritchaser (1996). Twee jaar later nam ze met Pieter Bourke het album Duality op, wat de soundtrack werd van de film The Insider (1999). Andere films waarvoor ze muziek schreef waren Ali en Gladiator (2000, met Hans Zimmer). In 2004 bracht Gerrard samen met Patrick Cassidy Immortal Memory uit, de soundtrack van de film Salem's Lot. Een jaar later werkte ze samen met Ennio Morricone aan de filmmuziek van Fateless.
In 2006 was Gerrard betrokken bij de opnames van een documentaire genaamd Sanctuary. Deze film, gemaakt door producer/regisseur Clive Collier, was het resultaat van een aantal vraaggesprekken met Gerrard en met mensen die met haar hadden samengewerkt - onder meer Michael Mann, Russell Crowe, Hans Zimmer and Niki Caro. De productie verscheen in 2007 op dvd. In datzelfde jaar bracht Gerrard haar tweede soloalbum uit, The Silver Tree, dat verscheen op iTunes. Het werd genomineerd voor de Australian Music Prize. Ook in 2007 verscheen het compilatie-album The Best of Lisa Gerrard, waarop zowel nummers uit haar Dead Can Dance-periode als solowerk waren opgenomen.
Vanaf 2008 werkte ze samen met Klaus Schulze, met wie ze onder andere een livealbum en -dvd maakte, Dziękuję Bardzo, die opgenomen werd in Warschau en Berlijn.

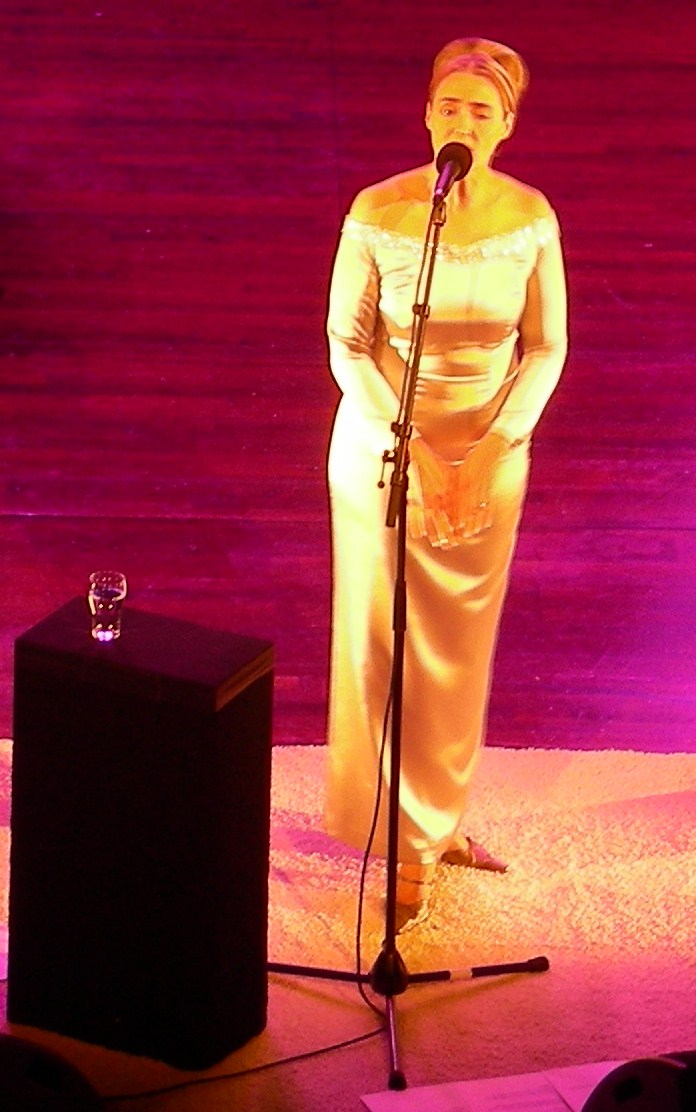
Rotterdam, 2007

In 2013 zingt ze stukken op de cd Diaries of Hope van de Poolse componist Zbigniew Preisner.

## Discografie

### Na Dead Can Dance

#### Soloalbums
- 1995: The Mirror Pool
- 2003: Whalerider (Original Soundtrack)
- 2006: The Silver Tree (gepubliceerd op iTunes door Rubber Records)
- 2007: The Best of Lisa Gerrard
- 2009: Come Quietly with Klaus Schulze

#### Singles
- 1995: Sanvean
- 1998: The Human Game (met Pieter Bourke)
- 2003: Abwoon (met Patrick Cassidy)

#### Samenwerkingsprojecten
- 1998: Duality (met Pieter Bourke)
- 2004: Immortal Memory (met Patrick Cassidy)
- 2005: A Thousand Roads (met Jeff Rona)
- 2006: Ashes and Snow (met Patrick Cassidy)

##### MetKlaus Schulze
- 2008: Farscape
- 2008: Rheingold
- 2009: Dziękuję Bardzo
- 2013: BIG in Europe Vol. 1 Warsaw
- 2014: BIG in Europe Vol. 2 Amsterdam

#### Ander werk
- 1981: MICROFILM: Centerfold 7 (Centerfold en Window)
- 1981: From Belgrave with love (Compilatie, Mossaic door Lisa Gerrard & Summer house door Microfilm)
- 1992: Papua New Guinea (The Future Sound of London)
- 1996: These wings without feathers (Compilatie, Dreamsong en Untitled)
- 2004: One Perfect Sunrise (op The Blue Album van Orbital) (ook in enkele remixes)
- J'Attends - Gortoz A Ran (met Denez Prigent op het album Irvi)
- An Hini a Garan (met Denez Prigent op het album Sara'c)
- Devota, Vespers, Womben Wisdom (voor de Ashes and Snow-kunsttentoonstelling door Gregory Colbert) (met Patrick Cassidy en Michael Brook)
- 2013: cd Diaries of Hope van de Poolse componist Zbigniew Preisner

### Filmografie

#### Componist voor films
Voor de onderstaande filmproducties schreef ze de filmmuziek, bij sommige films zong ze ook mee.
- 1998: Nardo (met Pieter Bourke)
- 1999: The Insider (met Pieter Bourke)
- 2000: Gladiator (met Hans Zimmer)
- 2001: Coil (met Sheilia Chandra, Brendan Perry en WIL)
- 2001: Ali (met Pieter Bourke)
- 2002: Whale Rider
- 2004: Salem's Lot (televisiefilm, met Patrick Cassidy en Christopher Gordon)
- 2004: Layer Cake (met Ilan Eshkeri)
- 2008: Playing for Charlie
- 2008: Ichi (met Michael Edwards)
- 2009: Balibo (met Marcello De Francisci)
- 2010: Oranges and Sunshine
- 2011: InSight (met Marcello De Francisci)
- 2011: Burning Man
- 2015: Jane Got a Gun (met Marcello De Francisci)
- 2017: 2:22 (met James Orr)
- 2017: West of Sunshine (met James Orr)
- 2018: Undertow (met James Orr en Raul Sanchez)
- 2019: Secret Bridesmaids' Business (miniserie, met James Orr)

#### Additionele componist voor films
Aan deze soundtracks heeft ze ook aan een enkel muziekstuk mee geschreven of gezongen, tenzij anders vermeld.
- 1986: Demoni 2 (met Dead Can Dance)
- 1989: El Niño de la Luna (met Dead Can Dance)
- 1992: Baraka (met Dead Can Dance, met Michael Stearns)
- 1995: Heat (met reeds opgenomen materiaal van The Mirror Pool)
- 1999: The 13th Warrior (alleen gezongen voor Jerry Goldsmith)
- 2000: Mission: Impossible II (alleen gezongen voor Hans Zimmer)
- 2001: Black Hawk Down (song: "J'Attends - Gortoz A Ran")
- 2001: Gladiator: More Music From the Motion Picture (met Hans Zimmer)
- 2003: Tears of the Sun (song: "Yekelen Part I - Mia's Lullabye")
- 2003: The West Wing (televisieserie) (song: Sanvean in episode "7A WF 83429")
- 2004: King Arthur (song: "Amergin's Invocation")
- 2004: One Perfect Day (song: "One Perfect Sunrise")
- 2004: The Passion of the Christ (alleen gezongen voor John Debney)
- 2004: Man on Fire (alleen gezongen voor Harry Gregson-Williams)
- 2005: Constantine (alleen gezongen voor Klaus Badelt en Brian Tyler)
- 2005: Fateless (songs: "A song", "A voice from the inside" en "Return to the life")
- 2005: Seoul Train (gezongen voor David Harris)
- 2007: The Mist (song: "The Host of Seraphim")
- 2010: Legend of the Guardians: The Owls of Ga'Hoole (songs: "Coming Home" en "The Host of the Seraphim")
- 2010: The Greater Meaning of Water (additionele muziek en gezongen voor David Mendez)
- 2011: Priest (additionele muziek en gezongen voor Christopher Young)
- 2013: The Bible (miniserie) (alleen gezongen voor Lorne Balfe en Hans Zimmer)
- 2014: I, Frankenstein (additionele muziek en gezongen voor Reinhold Heil en Johnny Klimek)
- 2014: Son of God (alleen gezongen voor Lorne Balfe en Hans Zimmer)
- 2014: The Water Diviner (additionele muziek voor David Hirschfelder)
- 2015: Tanna (alleen gezongen voor Antony Partos)
- 2020: The Rhythm Section (additionele muziek voor Steve Mazzaro)
- 2021: Man of God (alleen gezongen voor Zbigniew Preisner)
- 2021: Dune (alleen gezongen voor Hans Zimmer)

## Prijzen en nominaties

### Emmy Awards
| Jaar | Titel       | Categorie                                                                            | Uitslag     |
| ---- | ----------- | ------------------------------------------------------------------------------------ | ----------- |
| 2005 | Salem's Lot | Beste compositie voor een miniserie, film of special (dramatische achtergrondmuziek) | Genomineerd |

### Golden Globe Awards
| Jaar | Titel       | Categorie        | Uitslag     |
| ---- | ----------- | ---------------- | ----------- |
| 2000 | The Insider | Beste filmmuziek | Genomineerd |
| 2001 | Gladiator   | Beste filmmuziek | Gewonnen    |
| 2002 | Ali         | Beste filmmuziek | Genomineerd |

### Grammy Awards
| Jaar | Titel     | Categorie                                                                    | Uitslag     |
| ---- | --------- | ---------------------------------------------------------------------------- | ----------- |
| 2001 | Gladiator | Beste partituur soundtrackalbum voor film, televisie of andere visuele media | Genomineerd |

## Hitlijsten

### Albums
| Album met eventuele hitnotering(en) in de Nederlandse Album Top 100 | Datum van verschijnen | Datum van binnenkomst | Hoogste positie | Aantal weken | Opmerkingen                  |
| ------------------------------------------------------------------- | --------------------- | --------------------- | --------------- | ------------ | ---------------------------- |
| The Mirror Pool                                                     | 21-08-1995            | 16-09-1995            | 69              | 5            |                              |
| Gladiator                                                           | 25-04-2000            | 03-06-2000            | 57              | 12           | met Hans Zimmer / soundtrack |

| Album met hitnotering(en) in de Vlaamse Ultratop 200 albums | Datum van verschijnen | Datum van binnenkomst | Hoogste positie | Aantal weken | Opmerkingen                  |
| ----------------------------------------------------------- | --------------------- | --------------------- | --------------- | ------------ | ---------------------------- |
| Gladiator                                                   | 25-04-2000            | 02-09-2000            | 46              | 1            | met Hans Zimmer / soundtrack |
| Immortal Memory                                             | 26-01-2004            | 14-02-2004            | 97              | 1            | met Patrick Cassidy          |
| Best Of                                                     | 09-02-2007            | 03-03-2007            | 66              | 5            | verzamelalbum                |

### Singles
| Single met eventuele hitnotering(en) in de Nederlandse Top 40 | Datum van verschijnen | Datum van binnenkomst | Hoogste positie | Aantal weken | Opmerkingen                                   |
| ------------------------------------------------------------- | --------------------- | --------------------- | --------------- | ------------ | --------------------------------------------- |
| Now We Are Free                                               | 2000                  | 07-04-2001            | tip9            | -            | met Hans Zimmer / Nr. 75 in de Single Top 100 |